# Юрьевская, Екатерина Александровна
Екатерина Алекса́ндровна Ю́рьевская (9 сентября 1878, Ялта — 22 декабря 1959, о. Хэйлинг) — светлейшая княжна, певица, состоявшая в браках с князем А. В. Барятинским и князем С. П. Оболенским.

## Биография
Младшая дочь императора Александра II и княжны Екатерины Михайловны Долгорукой (с 1880 года — светлейшая княгиня Юрьевская), рождённая до брака и позже узаконенная с присвоением титула светлейшая княжна и фамилии Юрьевская. Родилась в Крыму, в Ялте, в имении матери 9 сентября, крещена 29 ноября 1878 года в Санкт-Петербурге, в Исаакиевском соборе при восприемстве генерал-адъютанта А. М. Рылеева и тетки княгини М. М. Мещерской. После убийства отца в 1881 году жила с матерью, братом Георгием и сестрой Ольгой во Франции. При императоре Николае II они вернулись в Россию.
5 октября 1901 года в Биаррице вышла замуж за богатейшего князя Александра Владимировича Барятинского (1870—1910), адъютанта герцога Евгения Лейхтенбергского. Князь Барятинский оказался не лучшим мужем. Он был хорошо известен в обществе своей экстравагантностью, вёл богатую событиями жизнь и был горячим обожателем красавицы Лины Кавальери. Существует мнение, что он настаивал на том, чтобы его собственная жена разделяла его обожание, но сама Екатерина Александровна никак не комментировала это. Любя мужа, она не пыталась отвоевать его у соперницы.
Чтобы привлечь его внимание, целиком отданное Лине Кавальери, она красила волосы в цвет воронова крыла и носила причёску а-ля Кавальери, но всё было напрасно. Их видели везде втроём, живущих в одном отеле в Риме, или на спектаклях в операх, или в Санкт-Петербурге. Этому странному треугольнику положила конец смерть князя. В феврале 1910 года он умер от острого менингита во Флоренции. Огромное состояние князя В. А. Барятинского, умершего вскоре вслед за сыном, перешло к его внукам, детям княгини Екатерины Александровны, князьям Андрею (1902—1944) и Александру (1905—1992). Они родились во Франции и были несовершеннолетними, поэтому мать стала их опекуншей.
С началом Первой мировой войны Екатерина Александровна с большим трудом покинула Баварию и поселилась с детьми в роскошном имении Барятинских в Ивановском. Лето она проводила в Крыму, где познакомилась с молодым гвардейским офицером князем Сергеем Платоновичем Оболенским (1890—1978). Завязавшийся там роман закончился браком. 6 октября 1916 года в Ялте Екатерина Александровна вышла замуж за князя Оболенского, но и во втором браке она не обрела счастья. Потеряв всё в революции, в 1918 году супруги выехали по подложным документам из Москвы в Киев, а оттуда в Вену и далее в Англию. Ради заработка Екатерина Александровна была вынуждена петь в гостиных и на концертах, однако стала профессиональной артисткой
Её материальное положение не улучшила и смерть матери, княгини Юрьевской, в феврале 1922 года, которая после революции уже не могла вести жизнь, подобающую её статусу. В том же году князь Оболенский оставил Екатерину Александровну и уехал в Австралию, а в 1923 году они развелись. Князю Оболенскому посчастливилось встретить такую же богачку, какой некогда была его первая жена, мисс Элис Астор (1902—1956), дочь миллионера Джона Джейкоба Астора IV. В 1924 году он женился на ней в Лондоне.

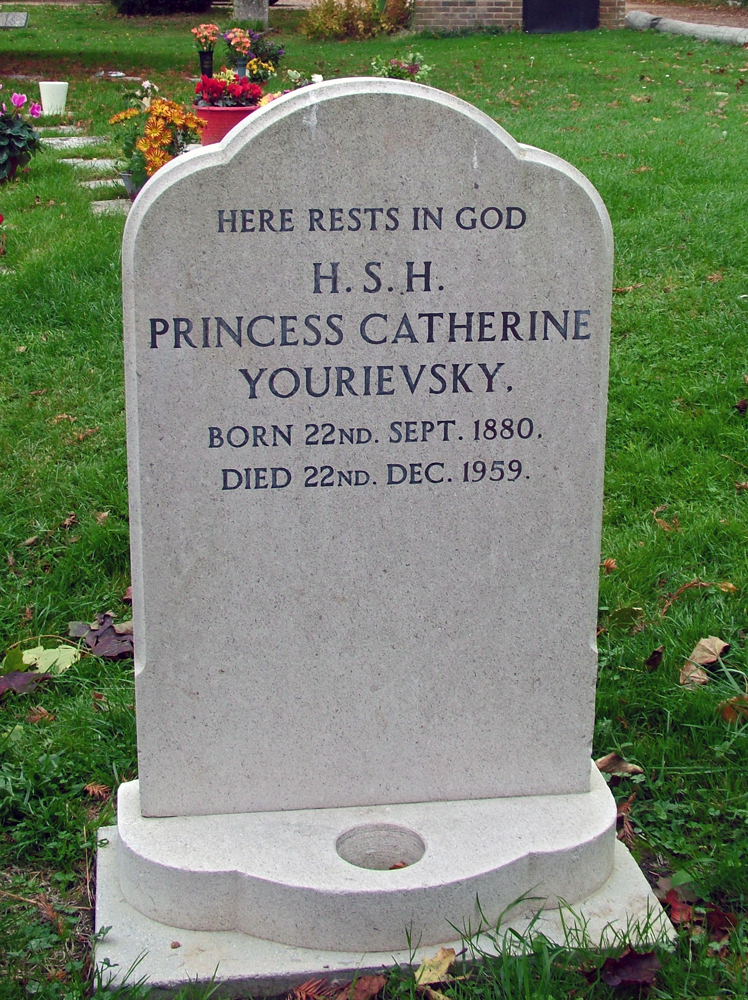
Реставрированное в 2018 году надгробие могилы Юрьевской.

После развода Екатерина Александровна стала профессиональной певицей, в её репертуаре было около двухсот песен на английском, французском, русском и итальянском языках. Она пела везде, даже в мюзик-холлах, прибавив к своей фамилии «Оболенская» ещё и «Юрьевская». Впоследствии она отреклась от православия и перешла в католичество. В 1932 году она купила дом на острове Хэйлинг, в Хэмпшире, который выбрала из-за климата, так как страдала от астмы. 29 ноября 1934 года она присутствовала на свадьбе в Вестминстерском аббатстве своей внучатой племянницы принцессы Марины Греческой с герцогом Кентским.
На протяжении многих лет Екатерина Александровна жила на пособие от королевы Марии, вдовы короля Георга V, но после её смерти в марте 1953 года осталась без средств и была вынуждена продавать своё имущество. Скончалась 22 декабря 1959 года в доме престарелых на острове Хэйлинг и была похоронена на местном кладбище святого Петра. На скромной церемонии её похорон присутствовали только два члена семьи: бывший муж — князь Оболенский и её племянник — князь Александр Юрьевский, сын её брата Георгия.